# Kisajno
Kisajno (także Mamry Południowe, niem. Kissainsee) – jezioro w Polsce, położone w województwie warmińsko-mazurskim, w powiecie giżyckim, w gminie Giżycko, w Krainie Wielkich Jezior Mazurskich.

## Opis jeziora
Kisajno nie jest samodzielnym jeziorem, tylko elementem kompleksu jezior znanego pod wspólną nazwą Mamry. Jezioro łączy się od północy z jeziorem Dargin. Z południowego brzegu jeziora wychodzą dwa kanały, które prowadzą na jezioro Niegocin. Kanał wschodni to tzw. Kanał Giżycki (Łuczański) i prowadzi przez centrum Giżycka. Zachodni kanał nosi nazwę Kanał Piękna Góra i prowadzi do jeziora Tajty i dalej Kanałem Niegocińskim do jeziora Niegocin. Basen północny rozległy i głęboki, dno bardziej wyrównane, w basenie południowym znajdują się wszystkie wyspy jeziora. Silnie rozwinięta linia brzegowa o długości 50 km, w 85% porośnięta jest roślinnością wynurzoną zajmującą ok. 9,5% powierzchni dna jeziora, roślinność zanurzona zajmuje 25% powierzchni dna.
Roślinność wynurzona, zdominowana przez trzcinę, pałkę wąskolistną i sitowie, występowała u wszystkich brzegów, tworząc większe skupiska przy wyspach i brzegach zachodnich; roślinność zanurzona to głównie ramienice, moczarka kanadyjska, jaskier krążkolistny, rzęsa trójrowkowa i rdestnice.
Dane morfometryczne jeziora:
- powierzchnia: 1896 ha
- długość maksymalna: 8,5 km
- szerokość maksymalna: 3 km
- głębokość maksymalna: 25 m

Najbliższe miejscowości to Giżycko, Pierkunowo, Piękna Góra, Guty.
Jezioro można podzielić na trzy główne części. Północna kończy się szerokim przejściem na jezioro Dargin pomiędzy Królewskim Rogiem i Fuledzkim Rogiem. W południowej części jeziora występują liczne wyspy (m.in. Duży Ostrów, Górny Ostrów, Sosnowy Ostrów, Wielka Kiermuza), na których gniazdują rzadkie gatunki ptaków (m.in. bocian czarny, czapla siwa, łabędzie (np. łabędź niemy), łyska, perkoz). Wszystkie wyspy na Kisajnie są objęte rezerwatem przyrody i nie wolno do nich przybijać. Wyspy rozdzielają południową część jeziora na dwie różne części. Część wschodnia to szeroki szlak żeglowny, a część zachodnia to wąskie przejścia, zarośnięte trzciną płycizny i kilka bindug. 
Pod względem czystości wśród parametrów analizowanych jedynie związki fosforowe przy dnie osiągały normy III klasy, formy mineralne jak i organiczne mieszczą się w normach I klasy. Hypolimnion w czasie letniej stagnacji ma natlenienie w 40%. Miano coli typu kałowego odpowiada I klasie. Azotu w wodzie jest niewiele.
Jezioro otaczają głównie lasy sosnowe.

## Turystyka
Północna część jeziora i położony na wschód od wysp obszar części południowej służą głównie jako szlak żeglugowy pomiędzy Giżyckiem a Sztynortem lub Węgorzewem. Ruch w tej części jeziora jest zwykle duży. Południowe brzegi jeziora są zabudowane i wykorzystane gospodarczo, więc nie ma tu gdzie przybić, do większej części brzegu w ogóle nie wolno przybijać. Inaczej wygląda sprawa z obszarem ukrytym za wyspami (na zachód od nich). Obszar ten nadaje się do żeglugi, lecz jest tu dużo mniejszy ruch. Obszar ten zwany czasem Łabędzim Szlakiem charakteryzuje się dużo mniejszym ruchem, spokojnymi zatoczkami, kilkoma atrakcyjnymi miejscami do przybicia (np. Gucki Róg lub przystań w zatoce Zimny Kąt na północnym końcu szlaku) oraz bardziej urozmaiconą linią brzegową. Na wodach tego jeziora kręcono film Romana Polańskiego "Nóż w wodzie", a także scenę na łodzi z filmu „Faraon” Jerzego Kawalerowicza.